# Єврейський цвинтар Вайсензее
52°32′41″ пн. ш. 13°27′30″ сх. д. / 52.544722222222° пн. ш. 13.458333333333° сх. д.
Єврейський цвитар Берлін-Ва́йсензее (нім. Jüdischer Friedhof Berlin-Weißensee) — єврейський цвинтар, заснований 1880 року в Берлінському районі Вайсензее, Німеччина. Займає площу близько 42 га. На цвинтарі розташовано близько 115 000 могил. Цвинтар Вайсензее є другим за величиною єврейським цвинтарем у Європі.

## Історія
Великий цвинтар на Великій Гамбурзькій вулиці, заснований 1672 року використовувався до 1827 року. Другий єврейський цвинтар на Шенхаузер-Алее, що також відкрився 1827 року, був закритий через брак місця у 1880-ті роки, пізніше там доховували у вже існуючі могили тільки близьких родичів.
Цвинтар Вайсензее був спроектований німецьким архітектором Гуго Ліхтом в стилі італійського неоренесансу. Цвинтар відкрився 1880 року. Зовнішні мури цвинтаря та головна будівля (де зберігаються архіви) були споруджені з характерної жовтої цегли. Друга будівля (побудована 1910 року) була зруйнована під час Другої світової війни. Могили розташовані на 120 різних ділянках, кожна з яких має свою геометричну форму.
Периферія цвинтаря переважно зарезервована для вищих та середніх класів, тоді як центр зайнятий могилами менш заможних родин, оскільки туди важче дістатися, бо все заростає кущами й високою травою (рослини на єврейських цвинтарях не чіпають і не підрізають).
З приходом до влади нацистів цвинтар опинився під загрозою (багато єврейських кладовищ у Європі було знищено), але цвинтар вілів, зазнавши відносно небагато руйнувань.

## Поховані на цвинтарі Вайсензее
- Луїс Левандовскі — німецький композитор
- Йозеф Гарбаті – власник сигаретної фабрики в Берліні
- Бертгольд Кемпінскі — продавець вин, засновник мережі готелів Kempinski
- Ойген Гольдштайн — фізик
- Герман Тіц — засновник перших універмагів у Берліні
- Моріц Гайманн — німецький письменник, журналіст
- Теодор Вольф — німецький письменник, журналіст
- Герберт Баум — антифашист
- Лео Бек — рабин
- Штефан Гайм — німецький письменник
- Герман Коен — німецький філософ
- Макс Яффе — німецький біохімік
- Марголін Давид Семенович (1850—1925) — київський купець 1-ї гільдії, підприємець, меценат і громадський діяч
- Ангеліка Шробсдорф — німецька письменниця
- Самуель Фішер — німецький видавець, засновинк видавництва «S. Fischer»
- Карл-Еміль Францоз — австрійський письменник, автор роману «Боротьба за право», 1882), присвяченому життю гуцулів.
- Матвій Іоселевич — журналіст, член Української Центральної Ради